# Sham 69
Sham 69 es un grupo Punk de Inglaterra formado en 1976, aunque posteriormente los Skinhead la consideraron una banda de Oi!. No obstante, en su página oficial ellos se autodefinen como un grupo de la Primera ola del punk.

## Historia
La historia de los Sham 69 comenzó en la ciudad británica de Hersham, al suroeste de Londres, en 1976. El cantante Jimmy Pursey y sus amigos formaron un grupo de Rock and roll no comercial, que fue portavoz de los jóvenes de la clase obrera. La idea de Pursey era, más o menos, que su música uniera a todos ellos en torno a un ideal de justicia y tolerancia. Idea reflejada en su himno If The Kids Are United (then we´ll never be divided).
Su primer sencillo, I Don´t Wanna, una típica canción punk de menos de dos minutos, pero en la que se aprecia una habilidad en el manejo de la guitarra y ciertos pasajes melódicos , resulta un éxito. Además, saltan a la fama cuando son detenidos por celebrar un concierto en el tejado del Vortex Club de Londres. Gracias a esta popularidad, la multinacional Polydor Records se fija en ellos y les ficha, abandonando así el sello Step Forward.
Después de Borstal Breakout, el primer sencillo que sacan con Polydor, Sham 69 inicia una carrera hacia la cima del punk inglés. Sencillo tras sencillo, Angels with Dirty Faces, If The Kids Are United, Hurry Up Harry, Questions and Answers o Hersham Boys, su estilo de punk futbolero, con letras sencillas y directas, y la carismática e hiperactiva figura de Jimmy Pursey atraen a una legión de fanes por todos sus conciertos en el Reino Unido.
Pero la fama y el éxito, como bien saben muchas otras bandas, no son garantía de gloria eterna. Los jóvenes que asisten a sus conciertos deciden emplear éstos como campo de batalla para resolver sus diferencias, a golpes. Las peleas se transforman en tumultos, los llamamientos de Pursey a olvidar sus diferencias para hacer frente a un enemigo común que les condena a una existencia sin salida degeneran en excusas para exhibiciones de violencia gratuita, y Sham 69 pasa a ser considerado el grupo violento por antonomasia. Desilusionado por el fracaso de su ideal y enfrentado a su discográfica, Jimmy Pursey decide disolver la banda, a finales de 1979.
Después de la separación, intentan formar un supergrupo punk con los ex Sex Pistols Steve Jones y Paul Cook llamado The Sham Pistols. Pero la nostalgia por ambos grupos no da para tanto, y la nueva banda queda en un proyecto con bastante más pena que gloria. 
Aunque poco después, a principios de 1980, los Sham 69 se refundan y vuelven a los escenarios. Lanzan un recopilatorio de sus temas más famosos, The First, the Best and the Last, y emprenden una gira europea. Pero los tiempos habían cambiado, el punk se había transformado en new wave y la cockney people votaba por Margaret Thatcher. Ya no era el momento para un grupo punk y viendo el escaso impacto sobre el público, Sham 69 decide separarse a finales de 1980.
Aún hay un tercer fin de la historia. En 1987 Pursey retoma la banda con el guitarrista original Dave Parsons y una sección rítmica renovada. Las formas evolucionan un poco y hay más arreglos, aunque el espíritu sigue inalterado.

## Discografía

### Álbumes
| Title                              | Date of Release | UK Chart Position |
| Tell Us The Truth                  | 1978            | #25               |
| That's Life                        | 1978            | #27               |
| The Adventures of the Hersham Boys | 1979            | #8                |
| The Game                           | 1980            | ??                |
| Volunteer                          | 1988            | ??                |
| Information Libre                  | 1991            | ??                |
| Soapy Water and Mister Marmalade   | 1995            | ??                |
| The A Files                        | 1997            | ??                |
| Direct Action: Day 21              | 2001            | ??                |
| Hollywood Hero (USA)               | 2007            | ??                |
| Western Culture (UK / EUROPE)      | 2007            | ??                |
| Who Killed Joe Public?             | 2010            | ??                |

### Compilaciones
- The First, the Best and the Last (1980)
- Kings & Queens (1993)
- Lords Of Oi! (1997)
- The Punk Singles Collection: 1977-1980 (1998)
- Laced Up Boots And Corduroys (2000)
- Teenage Kicks (4 de abril de 2005)
- The Original Punk Album (2007)
- Punk 77/2007 30TH Anniversary (2007)

### En Vivo
- Live and loud!! (1987)
- The complete Sham 69 live (1989)
- Live at the Roxy Club (1990)
- Live in Italia (1996)
- Live at CBGB's (1998)

- Datos: Q959100
- Multimedia: Sham 69 / Q959100